# I. Vszevolod kijevi nagyfejedelem
I. Vszevolod Jaroszlavics vagy Békés Vszevolod (Tyihij) (oroszul: Всеволод Ярославич), (1030 k. – 1093. április 13., Kijev) kijevi nagyfejedelem 1076-ban és 1078-tól haláláig.

## A három fivér triumvirátusa
Vszevolod Bölcs Jaroszláv és svéd felesége, Ingegerd negyedik és kedvenc fiaként született 1029-ben vagy 1030-ban. Míg apja élt, vele együtt Kijevben tartózkodott, csak annak végrendeletében bízta rá 1054-ben Perejaszlavl és Rosztov városát. Legidősebb bátyja ekkor már halott volt, a nagyfejedelmi címet öröklő Izjaszláv pedig két legidősebb öccsét - Szvjatoszlávot és Vszevolodot - bevonta az állam kormányzásába. A "Jaroszlavicsok triumvirátusa" majdnem húsz évig uralta a Kijevi Ruszt. Vszevolod városában a perejaszlavli püspök metropolitai státuszt kapott.
1068-ban az Alta folyónál a három fivér serege vereséget szenvedett a kunoktól, ők pedig Kijevbe menekültek. A kijevi nép fellázadt a nagyfejedelem ellen és a börtönből kiszabadított polocki herceget, Vszeszlávot emelték a trónra. Izjaszláv Lengyelországba távozott. Vszevolod a felkelés hét hónapja alatt Kijevben tartózkodott, míg bátyja egy lengyel sereggel visszatérve helyre nem állította a rendet. 

## Első nagyfejedelemsége
1073-ban felbomlott a triumvirátus, Szvjatoszláv és Vszevolod megbuktatta Izjaszlávot, aki Nyugat-Európában keresett menedéket. Szvjatoszláv lett az új nagyfejedelem, addigi városát, Csernyigovot pedig Vszevolod kapta meg. Perejaszlavl Szvjatoszláv fiára, Davidra szállt.
1076 decemberében meghalt Szvjatoszláv és nagyfejedelmi trónon Vszevolod váltotta fel. Néhány hónappal később azonban lengyel segítséggel visszatért Izjaszláv, Vszevolod pedig békében visszaadta neki a vezetést. Cserébe megtarthatta Csernyigovot és visszakapta Perejaszlavlt is. Azonban nem sokkal később fellázadt ellene két unokaöccse, Szvjatoszláv fia, Oleg és a szmolenszki Borisz Brjacseszlavics és csatában megfutamították. Vszevolod a nagyfejedelemhez fordult segítségért, ám a következő ütközetben, 1078. október 3-án mind Izjaszláv, mind a lázadó Borisz herceg elesett.

## Második nagyfejedelemsége

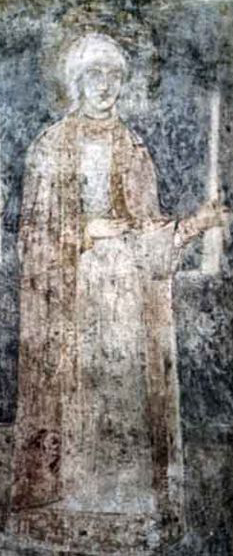
Vszevolod a kijevi Szent Szófia-székesegyház freskóján

Bátyja halála után immár másodszor szállt Vszevolodra a nagyfejedelmi cím. Az őskrónika azt írta, hogy az egész Ruszt uralta, bár Novgorodban és Volhíniában Szvjatoszláv fiai voltak a fejedelmek, Polock pedig nem ismerte el Kijev fennhatóságát és az uralkodóváltás körüli kavarodást felhasználva Szmolenszk ellen vonult. Válaszul Vszevolod fia, Vlagyimir végigpusztította a polocki fejedelemséget. Mivel Vszeszláv polocki herceg továbbra is agresszívan lépett fel, újabb bosszúhadjáratra került sor, melyben kun segédcsapatokkal együtt majdnem teljesen elpusztították Minszket.
Vlagyimir ezután egy kun betörést hárított, A Gyeszna folyónál a kunok két vezérét, Aszaduk és Szauk kánokat is foglyul ejtette. Az 1080-as évek elején két téli hadjáratban hódoltatták meg végleg a lázongó vjaticsokat, földjüket pedig a Csernyigovi fejedelemséghez csatolták. Hogy lázongó, föld nélküli unokaöccseit lecsillapítsa, Vszevolod szétosztotta közöttük nyugati birtokait, Vlagyimir Volinszkijt, Peremislt és Tyerebovlt.
Vszevolod lánya, Jevprakszija IV. Henrik német-római császárhoz ment feleségül ám házasságuk botrányos véget ért, Eupraxia elmenekült a férjétől és a pápa előtt azzal vádolta hogy orgiákon való részvételre kényszerítette őt és a csupasz testén áldozott a Sátánnak.
Vszevolod állítólag öt nyelven beszélt, az óoroszon kívül feltehetően svédül (anyja anyanyelve) és görögül (felesége nyelve), valamint talán kun nyelven és angolul (menye, Wessexi Gytha révén).
A nagyfejedelem 1093. április 13-án halt meg, a kijevi Szent Szófia-székesegyházban temették el. Utódja unokaöccse, Szvjatopolk Izjaszlavics lett.

## Családja
Vszevolod kétszer nősült, először IX. Konsztantinosz Monomakhosz bizánci császár lányát, Anasztáziát vette feleségül 1046-ban. Két gyermekük született:
- Vlagyimir (1053–1125. május 19), kijevi nagyfejedelem
- Janka (†1112)

Első felesége 1067-es halála után egy ismeretlen nevű kun hercegnőt (†1111) vett el. Gyermekeik:
- Rosztyiszláv (1070-1093) perejaszlavli fejedelem
- Jevprakszija (1069/1071–1109)
- Jekatyerina
- Marija

## Fordítás
- Ez a szócikk részben vagy egészben  a(z)   Всеволод Ярославич című orosz Wikipédia-szócikk ezen változatának fordításán alapul.  Az eredeti cikk szerkesztőit annak laptörténete sorolja fel. Ez a jelzés csupán a megfogalmazás eredetét és a szerzői jogokat jelzi, nem szolgál a cikkben szereplő információk forrásmegjelöléseként.